# روت فائو
روت فائو، خواهرْ دکتر روت کاترینا مارتا فائو (انگلیسی: Ruth Pfau; زاده ۹ سپتامبر ۱۹۲۹ – درگذشته ۱۰ اوت ۲۰۱۷) یک پزشک و راهبه آلمانی-پاکستانی از انجمن دختران قلب مری بود. او تقریباً ۵۰ سال از عمر خود را برای مبارزه با جذام در پاکستان فدا کرد.

## شروع زندگی
فائو در تاریخ ۹ سپتامبر ۱۹۲۹ از پدر و مادر پروتستان در لایپزیگ، آلمان متولد شد. او چهار خواهر و یک برادر داشت. خانه او در بمبارانی در جنگ جهانی دوم نابود شد؛ به دنبال اشغال نظامی آلمان شرقی توسط شوروی پس از جنگ، او به همراه خانواده‌اش به آلمان غربی فرار کرد و پزشکی را به عنوان حرفه آینده خود انتخاب کرد.

## تحصیلات
در طول دهه ۱۹۵۰، او در دانشگاه مینز تحصیل کرد. او در این دوران در برنامه‌های بحث و گفتگو پیرامون فلسفه ادبیات و ادبیات کلاسیک مینز هم شرکت کرد. پس از تمام کردن امتحان بالینی، دکتر فائو به ماربورگ رفت و به مطالعات بالینی خود ادامه داد. فائو به یک کلیسای کاتولیک ملحق شد؛ او در این دوره بسیار تحت تأثیر رمانو گاردینی بود.

## فعالیت‌ها
در ۱۹۵۷، فائو به دختران قلب مری، یک فرقه کاتولیک، در پاریس، پیوست؛ آن‌ها او را به جنوب هند فرستادند، اما فائو به دلیل مشکل ویزا در کراچی گیر افتاد. او به بخش‌های مختلف پاکستان و مرز افغانستان سفر کرد تا به نجات بیمارانی که توسط خانواده‌هایشان رها شده بودند بپردازد.
در سال ۱۹۶۰، در سن ۳۱ سالگی، تصمیم گرفت تا بقیه عمر خود را به مردم پاکستان و مبارزه خود با شیوع جذام اختصاص دهد. یک کلینیک جذامی در آوریل سال ۱۹۶۳ خریداری کرد و بیماران از سراسر کراچی، پاکستان و حتی از افغانستان برای درمان به آنجا می‌آمدند.
در سال ۱۹۷۹، او به عنوان مشاور فدرال در مورد جذام در وزارت بهداشت و رفاه اجتماعی دولت پاکستان منصوب شد. فائو به مناطق دورافتاده پاکستان رفت؛ در آنجا هیچ گونه امکانات پزشکی برای بیماران مبتلا به جذام وجود نداشت. او به جمع‌آوری کمک‌های مالی در آلمان و پاکستان و همکاری با بیمارستان‌ها در راولپندی و کراچی پرداخت. در سال ۱۹۸۸ او به عنوان یک شهروند در پاکستان به رسمیت شناخته شد.
با توجه به تلاش‌های مداومش در سال ۱۹۹۶، سازمان بهداشت جهانی اعلام کرد که پاکستان یکی از اولین کشورهای آسیا است که توانسته جذام را کنترل کند.

## مرگ
در ۱۰ اوت ۲۰۱۷، حدود ساعت ۴ صبح روز جمعه، فائو در بیمارستان آگاهان در کراچی درگذشت. به گزارش سی‌ان‌ان روز شنبه ۱۹ اوت مراسم خاکسپاری وی در پاکستان برگزار شد.